# Ljusfallshammar
Ljusfallshammar ist ein Tätort in der schwedischen Provinz Östergötlands län und der historischen Provinz Östergötland.
Ljusfallshammar liegt etwa fünfzehn Kilometer nordwestlich vom Hauptort der Gemeinde Finspång, Finspång, entfernt. Durch den Ort führt der Riksväg 51 und der Länsväg E 1129. Auf der inzwischen abgebauten Bahnstrecke Pålsboda–Finspång endete der letzte Güterverkehr 1987.
Die Einwohnerzahl von Ljusfallshammar schwankt schon seit Jahrzehnten zwischen 300 und 400.